# Yakari (sèrie de televisió)
Yakari és una sèrie de televisió animada del 2005 basada en els còmics francobelgues del mateix nom creats per Job i Derib. El programa es va estrenar el 24 de desembre de 2005 a France 3. S'ha doblat al català pel canal Super3.

## Sinopsi
Aquesta sèrie inclou les aventures d'en Yakari, un petit nadiu americà sioux, i el seu fidel corser, en Thunder, a la gran praderia. En Yakari té la capacitat de comunicar-se amb tots els animals, un do que li va ser transmès pel seu tòtem, la Gran Àguila.